# 24 Heures de Spa 2009
Navigation
Édition précédente Édition suivante
Les 24 Heures de Spa 2009 (2009 Total 24 Hours of Spa), disputées les 25 juillet 2009 et 26 juillet 2009 sur le Circuit de Spa-Francorchamps, sont la soixante-et̠-unième édition de cette épreuve.  La course était la quatrième manche du Championnat FIA GT 2009.

## Course

### Classement de la course
Les voitures ne parcourant pas 70% de la distance du gagnant sont non classées (NC).